# Andy Vernon
Andrew Vernon (ur. 7 stycznia 1986 w Fareham) – brytyjski lekkoatleta, specjalizujący się w biegach długodystansowych, medalista mistrzostw Europy w Zurychu i medalista europejskich oraz uczestnik światowych czempionatów w biegach przełajowych w różnych kategoriach wiekowych (indywidualnie i drużynowo), wielokrotny mistrz kraju w hali i na otwartym stadionie.
Brytyjczyk reprezentował Anglię podczas Igrzysk Wspólnoty Narodów w latach 2010 i 2014.
W sezonie 2011 został mistrzem uniwersjady w Shenzhen na dystansie 5000 metrów.
W 2014 roku zdobył srebrny i brązowy medal mistrzostw Europy w biegach na 5000 i 10 000 metrów.

## Osiągnięcia
| Rok  | Impreza                                   | Miejsce                | Konkurencja            | Lokata             | Wynik    |
| ---- | ----------------------------------------- | ---------------------- | ---------------------- | ------------------ | -------- |
| 2004 | Mistrzostwa świata w biegach przełajowych | Bruksela               | bieg na 8 kilometrów   | 64. miejsce (U–20) | 27:12    |
| 2004 | Mistrzostwa świata w biegach przełajowych | Bruksela               | drużynowo              | 11. miejsce (U–20) | 253 pkt. |
| 2005 | Mistrzostwa świata w biegach przełajowych | Saint-Étienne          | bieg na 8 kilometrów   | 48. miejsce (U–20) | 26:22    |
| 2005 | Mistrzostwa świata w biegach przełajowych | Saint-Étienne          | drużynowo              | 16. miejsce (U–20) | 326 pkt. |
| 2005 | Mistrzostwa Europy juniorów               | Kowno                  | bieg na 5000 m         | 4. miejsce         | 14:27,01 |
| 2005 | Mistrzostwa Europy w biegach przełajowych | Saint-Étienne          | bieg na 8 kilometrów   | 48. miejsce (U–20) | 26:22    |
| 2005 | Mistrzostwa Europy w biegach przełajowych | Saint-Étienne          | drużynowo              | 2. miejsce (U–20)  | 68 pkt.  |
| 2006 | Mistrzostwa Europy w biegach przełajowych | San Giorgio su Legnano | bieg na 8 kilometrów   | 14. miejsce (U–23) | 23:34    |
| 2006 | Mistrzostwa Europy w biegach przełajowych | San Giorgio su Legnano | drużynowo              | 5. miejsce (U–23)  | 105 pkt. |
| 2007 | Młodzieżowe mistrzostwa Europy            | Debreczyn              | bieg na 5000 metrów    | 9. miejsce         | 13:59,24 |
| 2007 | Mistrzostwa Europy w biegach przełajowych | Toro                   | bieg na 8,2 kilometra  | 3. miejsce (U–23)  | 24:35    |
| 2007 | Mistrzostwa Europy w biegach przełajowych | Toro                   | drużynowo              | 1. miejsce (U–23)  | 52 pkt.  |
| 2008 | Mistrzostwa świata w biegach przełajowych | Edynburg               | bieg na 12 kilometrów  | 114. miejsce       | 38:43    |
| 2008 | Mistrzostwa świata w biegach przełajowych | Edynburg               | drużynowo              | 10. miejsce        | 438 pkt. |
| 2008 | Mistrzostwa Europy w biegach przełajowych | Bruksela               | bieg na 8 kilometrów   | 2. miejsce (U–23)  | 25:04    |
| 2008 | Mistrzostwa Europy w biegach przełajowych | Bruksela               | drużynowo              | 1. miejsce (U–23)  | 19 pkt.  |
| 2009 | Mistrzostwa świata w biegach przełajowych | Amman                  | bieg na 12 kilometrów  | 78. miejsce        | 38:04    |
| 2009 | Mistrzostwa świata w biegach przełajowych | Amman                  | drużynowo              | 14. miejsce        | 325 pkt. |
| 2009 | Mistrzostwa Europy w biegach przełajowych | Dublin                 | bieg na 10 kilometrów  | 12. miejsce        | 31:54    |
| 2009 | Mistrzostwa Europy w biegach przełajowych | Dublin                 | drużynowo              | 2. miejsce         | 54 pkt.  |
| 2010 | Mistrzostwa świata w biegach przełajowych | Bydgoszcz              | bieg na 12 kilometrów  | 43. miejsce        | 35:03    |
| 2010 | Mistrzostwa świata w biegach przełajowych | Bydgoszcz              | drużynowo              | 14. miejsce        | 233 pkt. |
| 2010 | Igrzyska Wspólnoty Narodów                | Nowe Delhi             | bieg na 5000 metrów    | 10. miejsce        | 29:44,91 |
| 2010 | Mistrzostwa Europy w biegach przełajowych | Albufeira              | bieg na 9,87 kilometra | –                  | DNF      |
| 2011 | Mistrzostwa świata w biegach przełajowych | Punta Umbría           | bieg na 12 kilometrów  | 56. miejsce        | 36:38    |
| 2011 | Mistrzostwa świata w biegach przełajowych | Punta Umbría           | drużynowo              | 15. miejsce        | 268 pkt. |
| 2011 | Superliga drużynowych mistrzostw Europy   | Sztokholm              | bieg na 5000 metrów    | 3. miejsce         | 13:40,15 |
| 2011 | Uniwersjada                               | Shenzhen               | drużynowo              | 1. miejsce         | 14:00,06 |
| 2011 | Mistrzostwa Europy w biegach przełajowych | Velenje                | bieg na 10 kilometrów  | 8. miejsce         | 29:39    |
| 2011 | Mistrzostwa Europy w biegach przełajowych | Velenje                | drużynowo              | 2. miejsce         | 55 pkt.  |
| 2012 | Mistrzostwa Europy w biegach przełajowych | Budapeszt              | bieg na 9,9 kilometra  | 13. miejsce        | 30:33    |
| 2012 | Mistrzostwa Europy w biegach przełajowych | Budapeszt              | drużynowo              | 2. miejsce         | 55 pkt.  |
| 2013 | Mistrzostwa Europy w biegach przełajowych | Belgrad                | bieg na 10 kilometrów  | 3. miejsce         | 29:35    |
| 2013 | Mistrzostwa Europy w biegach przełajowych | Belgrad                | drużynowo              | 3. miejsce         | 60 pkt.  |
| 2014 | Halowe mistrzostwa świata                 | Sopot                  | bieg na 3000 metrów    | 11. miejsce        | 7:58,25  |
| 2014 | Igrzyska Wspólnoty Narodów                | Glasgow                | bieg na 5000 metrów    | 6. miejsce         | 13:22,32 |
| 2014 | Mistrzostwa Europy                        | Zurych                 | bieg na 10 000 metrów  | 2. miejsce         | 28:08,66 |
| 2014 | Mistrzostwa Europy                        | Zurych                 | bieg na 5000 metrów    | 3. miejsce         | 14:09,48 |
| 2015 | Superliga drużynowych mistrzostw Europy   | Czeboksary             | bieg na 5000 metrów    | 3. miejsce         | 14:05,85 |
| 2016 | Igrzyska olimpijskie                      | Rio de Janeiro         | bieg na 10 000 metrów  | 25. miejsce        | 28:19,36 |
| 2016 | Mistrzostwa Europy w biegach przełajowych | Chia                   | bieg na 9,9 kilometra  | 5. miejsce         | 28:11    |
| 2016 | Mistrzostwa Europy w biegach przełajowych | Chia                   | drużynowo              | 1. miejsce         | 28 pkt.  |
| 2018 | Igrzyska Wspólnoty Narodów                | Gold Coast             | bieg na 10 000 metrów  | 9. miejsce         | 28:17,11 |
| 2018 | Puchar Europy w biegu na 10 000 metrów    | Londyn                 | bieg na 10 000 metrów  | 6. miejsce         | 27:52,32 |
| 2018 | Mistrzostwa Europy                        | Berlin                 | bieg na 10 000 metrów  | 5. miejsce         | 28:16,90 |

## Rekordy życiowe
- bieg na 1500 metrów – 3:42,98 (Watford, 14 czerwca 2008)
- bieg na 3000 metrów (stadion) – 7:45,75 (Dublin, 17 lipca 2013)
- bieg na 3000 metrów (hala) – 7:45,49 (Sopot, 7 marca 2014)
- bieg na 5000 metrów – 13:11,50 (Palo Alto, 4 maja 2014)
- bieg na 10 000 metrów – 27:42,62 (Palo Alto, 2 maja 2015)